# Sabine Poleyn
Sabine Poleyn (Kortrijk,27 november 1973) is een voormalig Belgisch politica voor CD&V.

## Levensloop
Zij studeerde in 1995 af als licentiate en geaggregeerde in de sociologie aan de Katholieke Universiteit Leuven. Daarna volgde zij een speciale licentie in het Ontwikkelingsbeleid aan de Université de Liège, die zij in 1997 voltooide. Ze was ook Erasmus-student in Amsterdam en deed een stage bij Broederlijk Delen in Guatemala.
Na haar opleiding combineerde Poleyn twee deeltijdse banen. Zij stond van 1997 tot 2004 in het onderwijs als lerares Humane Wetenschappen in Dendermonde en functioneerde tussen 1999 en 2004 als coördinator van een netwerk van christelijk geïnspireerde solidariteitsorganisaties, het Netwerk Rechtvaardigheid en Vrede.
In oktober 2000 Poleyn voor de toenmalige CVP verkozen tot lid van de gemeenteraad van Zwevegem, wat ze bleef tot eind 2018. In de legislatuur 2006-2012 was ze fractievoorzitter in de gemeenteraad.
Bij de derde rechtstreekse Vlaamse verkiezingen van 13 juni 2004 werd ze verkozen in de kieskring West-Vlaanderen. Bij de Vlaamse verkiezingen van 7 juni 2009 haalde ze vanop de 2e opvolgersplaats in West-Vlaanderen 11.569 voorkeurstemmen. Midden juli 2009 volgde ze Vlaams minister Hilde Crevits op als lid van het Vlaams Parlement. Dit mandaat oefende ze uit tot eind mei 2014. In het Vlaams Parlement zetelde Poleyn van 2004 tot 2009 in de commissies Onderwijs, Vorming, Wetenschap en Innovatie, Buitenlands Beleid, Europese Aangelegenheden, Internationale Samenwerking en Toerisme en was zij van 2009 tot 2014 lid van de commissie Onderwijs en Gelijke Kansen en van 2009 tot 2012 lid en van 2012 tot 2014 ondervoorzitter van de commissie Buitenlands Beleid, Europese Aangelegenheden en Internationale Samenwerking. Ze volgde voornamelijk de materies Onderwijs, Buitenland, Jeugd en Welzijn op en was voor de CD&V-fractie woordvoerder voor Jeugd en Ontwikkelingssamenwerking. Binnen onderwijs was ze de voortrekker van een actief STEM-beleid, werkplekleren en de internationalisering van het Hoger Onderwijs. 
Bij de verkiezingen van 25 mei 2014 stond Poleyn op de zevende plaats op de Vlaamse lijst. Ze werd niet herkozen. Eind 2014 vaardigde de Vlaamse Regering haar af als bestuurder bij Syntra Vlaanderen. Ze bleef dit tot in 2017. Ook ging ze na haar parlementaire loopbaan aan de slag bij Hogeschool VIVES. Ze was er van 2014 tot 2020 coördinator techniekacademie en is er sinds 2016 lector in de opleidingen Sociaal Agogisch Werk en Orthopedagogie en coördinator internationale relaties op het Departement Toegepaste Sociale Studies.